# New Mexico Airlines
New Mexico Airlines — торговая марка (бренд) региональной авиакомпании Соединённых Штатов Америки Pacific Wings, под которой выполняются регулярные пассажирские перевозки в штате Нью-Мексико в рамках государственной программы Essential Air Service субсидирования авиационного сообщения на региональных и местных направлениях.

## История
В январе 2007 года авиакомпания Pacific Wings получила право на осуществление в рамках государственной программы Essential Air Service рейсов из Альбукерке (Нью-Мексико) в города Кловис и Силвер (Нью-Мексико), и между городами Хоббс и Карлсбад. Маршруты из Альбукерке в результате проведённого конкурса авиакомпания забрала у регионального перевозчика Great Lakes Aviation, маршрут из Хоббса — у другого североамериканского регионала Air Midwest. Руководство Pacific Wings заявило, что на данных направлениях будет использовать самолёты Cessna Grand Caravan и при этом будет стремиться к выведению обслуживания этих маршрутов на безубыточное состояние (и, соответственно, из программы Essential Air Service) по аналогии с рядом своих маршрутов на Гавайских островах.

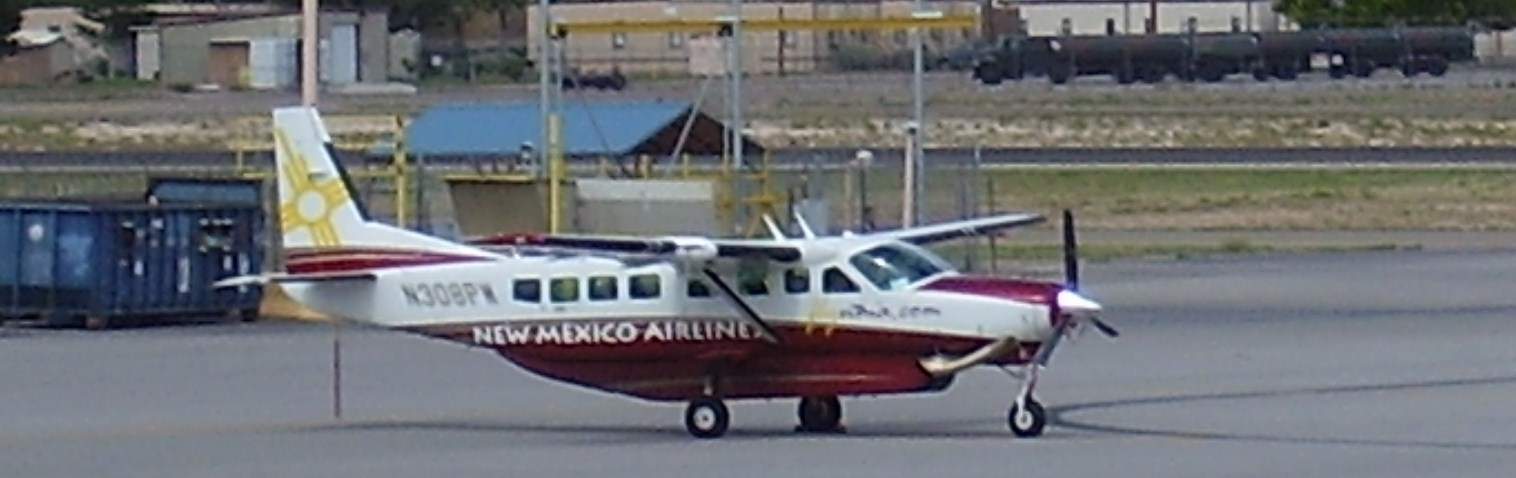
Cessna Grand Caravan авиакомпании New Mexico Airlines

В марте 2007 года комитет округа Нью-Мексико, в ведении которого находится муниципальный аэропорт Хоббса, и городской совет Карлсбана единогласно проголосовали за передачу контракта программы Essential Air Service по обслуживанию своих аэропортов от крупного регионала Mesa Airlines в Pacific Wings, которая, в дополнение к обязательным и субсидируемым федеральным маршрутам в Альбукерке и Эль-Пасо (Техас), открыла регулярные рейсы в Лаббок, регион Мидланд/Одесса (Техас) и Санта-Фе (Нью-Мексико). Одновременно с этим, руководство перевозчика сообщило об аннулировании контракта на рейсы в Силвер-Сити по причине отказа чиновников местного самоуправления во встрече с представителями авиакомпании.
30 марта 2007 года Министерство транспорта США официально утвердило Pacific Wings в качестве назначенного перевозчика на маршрутах из Хоббса и Карлсбада. Рейсы в аэропорты Нью-Мексико начались 1 июля того же года под торговой маркой New Mexico Airlines.

## Маршрутная сеть
По состоянию на октябрь 2010 года маршрутная сеть регулярных перевозок под брендом New Mexico Airlines включала в себя следующие пункты назначения:

### Соединённые Штаты

#### Нью-Мексико
- Альбукерке — международный аэропорт Альбукерке — хаб
- Карлсбад — аэротерминал Каверн-Сити

### Планируемые маршруты
- Деминг — муниципальный аэропорт Деминг
- Лаббок — международный аэропорт Лаббок имени Престона Смита
- Кловис — муниципальный аэропорт Кловис
- Розуэлл — международный авиацентр Розуэлл

### Прекращённые маршруты
- Аламогордо — региональный аэропорт Аламогордо имени Уайта Сэндса
- Мидленд/Одесса (Техас)[8]
- Руидозо — региональный аэропорь Сьерра-Бланка
- Санта-Фе — муниципальный аэропорт Санта-Фе[9]
- Таос — региональный аэропорт Таос[10]
- Эль-Пасо — международный аэропорт Эль-Пасо
- Хоббс - региональный аэропорт округа Ли[11]

## Флот
В марте 2009 года под брендом New Mexico Airlines работали следующие самолёты:
| Тип самолёта            | В эксплуатации | Пассажирских мест |
| Cessna 208A Caravan 675 | 3              | 9                 |